# Federico Braga
Federico Braga (Pilar, Provincia de Buenos Aires, 28 de julio de 1964) es un empresario y piloto argentino de automovilismo de velocidad. Inició su carrera deportiva compitiendo en categorías de automovilismo amateur, debutando en 2008 en la categoría monomarca Desafío Focus, para luego incursionar en la Fiat Linea Competizione, donde se convertiría en habitual animador de competencias de este estilo. Su debut en esta última categoría fue en 2009, en el que formaría parte del plantel de pilotos inaugural de esta categoría y donde se estrenaría ganando la competencia inaugural, corrida el 5 de abril de 2009, en el Autódromo Oscar Cabalén de la ciudad de Alta Gracia. Con la renovación de esta categoría en 2012, donde pasaría a denominarse como Abarth Punto Competizione, seguiría su participación hasta el año 2015, obteniendo en 2012 el subcampeonato por detrás del exfutbolista Bruno Marioni. En llegó al TC 2000 al volante de un Fiat Linea. A partir de ese momento, continuaría su carrera alternando entre TC 2000 y la Abarth Punto Competizione.

## Trayectoria
| Año  | Categoría                                      | Marca            |
| ---- | ---------------------------------------------- | ---------------- |
| 2008 | Debut en el Desafío Focus                      | Ford Focus I     |
| 2009 | Debut en la Fiat Linea Competizione            | Fiat Linea       |
| 2010 | Fiat Linea Competizione                        | Fiat Linea       |
| 2011 | Fiat Linea Competizione                        | Fiat Linea       |
| 2011 | Top Race Series, 1 carrera                     | Ford Mondeo II   |
| 2012 | Fiat Linea Competizione                        | Fiat Linea       |
| 2012 | Debut en Abarth Punto Competizione, Subcampeón | Abarth Punto EVO |
| 2013 | Abarth Punto Competizione                      | Abarth Punto EVO |
| 2013 | MINI Challenge Argentina                       | MINI Cooper      |
| 2014 | Abarth Punto Competizione                      | Abarth Punto EVO |
| 2014 | Debut en TC 2000, 6 carreras                   | Fiat Linea       |
| 2015 | Abarth Punto Competizione                      | Abarth Punto EVO |
| 2016 | Abarth Punto Competizione                      | Abarth Punto EVO |
| 2016 | TC 2000                                        | Renault Fluence  |

- [5]

## Palmarés
| Título     | Categoría                 | Automóvil                   | Año  |
| ---------- | ------------------------- | --------------------------- | ---- |
| Subcampeón | Abarth Punto Competizione | Fiat Linea-Abarth Punto EVO | 2012 |

## Resultados

### TC 2000
| Año  | Equipo             | Auto            | 1    | 2    | 3     | 4     | 5    | 6     | 7   | 8   | 9     | 10     | 11    | 12   | 13    | 14    | 15     | 16     | 17    | 18    | 19  | 20  | 21  | 22  | 23  | Res. | Puntos |
| ---- | ------------------ | --------------- | ---- | ---- | ----- | ----- | ---- | ----- | --- | --- | ----- | ------ | ----- | ---- | ----- | ----- | ------ | ------ | ----- | ----- | --- | --- | --- | --- | --- | ---- | ------ |
| 2014 |                    |                 | AG I | LP   | JUN   | MER   | BA I | PAR I | RC  | CON | BA II | PAR II | AG II | GR   |       |       |        |        |       |       |     |     |     |     |     | 28°  | 5      |
| 2014 | Litoral Group      | Fiat Linea      |      |      |       |       |      | 14    | 21  | 16  | 21†   | 14     | 22    |      |       |       |        |        |       |       |     |     |     |     |     | 28°  | 5      |
| 2016 |                    |                 | SMM  | SMM  | CON I | CON I | BA I | BA I  | SJO | SJO | LP    | LP     | CDU   | CDU  | BA II | BA II | CON II | CON II | RAF   | RAF   | AG  | RC  | RC  | PAR | PAR | 33°  | 3      |
| 2016 | JM Motorsport      | Renault Fluence |      |      | 20    | 18†   | 11   | 18    | 18  | Ex. | Ret   | 19     |       |      |       |       |        |        |       |       |     |     |     |     |     | 33°  | 3      |
| 2016 | Litoral Group      | Fiat Linea      |      |      |       |       |      |       |     |     |       |        |       |      |       |       | 16     | Ret    |       |       |     |     |     |     |     | 33°  | 3      |
| 2018 |                    |                 | AG I | AG I | CDU   | CDU   | CON  | CON   | RC  | RC  | BA    | LP     | LP    | SL I | SL I  | AG II | SMM    | SMM    | SL II | SL II | ROS | ROS | PAR | PAR |     | -    | -      |
| 2018 | Fiat JM Motorsport | Fiat Tipo II    |      |      |       |       |      |       |     |     | Ret   |        |       |      |       |       |        |        |       |       |     |     |     |     |     | -    | -      |

### Súper TC 2000
| Año  | Equipo        | Auto              | 1   | 2   | 3   | 4    | 5   | 6   | 7   | 8   | 9   | 10  | 11  | 12 | 13 | 14    | Res. | Puntos |
| ---- | ------------- | ----------------- | --- | --- | --- | ---- | --- | --- | --- | --- | --- | --- | --- | -- | -- | ----- | ---- | ------ |
| 2016 |               |                   | TRE | ROS | SMM | AG I | TRH | OBE | BA  | SFE | SFE | TOA | SJU | GR | GR | AG II | -    | 0      |
| 2016 | JM Motorsport | Chevrolet Cruze I |     |     |     |      |     |     | Ret |     |     |     |     |    |    |       | -    | 0      |